# Werner Knop
Werner Gustav John Knop (* 29. Dezember 1911 in Cuxhaven; † 1. Oktober 1970) war ein deutsch-britischer Journalist.

## Leben und Tätigkeit
Knop studierte an den Universitäten Göttingen, Freiburg, Frankfurt, London und Oxford.
1937 floh er nach Großbritannien. Dort wurde er Auslandsredakteur bei den Zeitungen London Financial News und The Banker.
1938 wurde Knop Direktor der als Presseagentur getarnten Geheimorganisation Union Time Ltd, eines von deutschen Emigrantenkreisen in London gebildeten Zusammenschlusses, der das Ziel verfolgte, im Zusammenspiel mit britischen Geschäfts- und Presseleuten die britische Öffentlichkeit von der Notwendigkeit einer starken Außenpolitik gegen das nationalsozialistische Deutschland zu überzeugen sowie die Verbreitung von NS-Propaganda in England bzw. in Europa im Allgemeinen zu bekämpfen. Die Gruppe ging sogar so weit, die Finanzierung illegaler antinazionalsozialistischer Gruppen durch die britische Regierung zu propagieren.
Zu Beginn des Zweiten Weltkriegs wurde Knop kurzzeitig interniert, aufgrund der Fürsprache von Robert Waley-Cohen aber wieder auf freien Fuß gesetzt. Im weiteren Verlauf des Krieges gehörte er der britischen Armee an.
Nach dem Krieg war Knop als Journalist für die Saturday Evening Post tätig.
1948 war Knop einer der ersten westlichen Journalisten, die heimlich in die Sowjetische Besatzungszone Deutschlands vordrangen, um das Leben der dortigen Bevölkerung unter russischer Herrschaft zu studieren. Nach seiner Rückkehr veröffentlichte er seine Eindrücke in dem 1949 erschienenen Reportage-Buch Prowling Russia’s Forbidden Zone (sinngemäß: „Auf der Pirsch [freier auf Erkundungstour] in Russlands verbotener Zone“). 
Um 1950 ließ Knop sich in den Vereinigten Staaten nieder, wo er sich eine Farm in Virginia kaufte.

## Schriften
- Der Kostenerstattungsanspruch, Düsseldorf 1936.
- Sechs Minuten zu spät. Dokumente zum Attentat im Bürgerbräukeller am 9. November 1939. In: Der Kurier vom 18. Februar 1947.
- Prowling Russia’s Forbidden Zone: A Secret Journey Into Soviet Germany. New York 1949.

| Personendaten    | Personendaten                                 |
| ---------------- | --------------------------------------------- |
| NAME             | Knop, Werner                                  |
| ALTERNATIVNAMEN  | Knop, Werner Gustav John (vollständiger Name) |
| KURZBESCHREIBUNG | deutsch-britischer Journalist                 |
| GEBURTSDATUM     | 29. Dezember 1911                             |
| GEBURTSORT       | Cuxhaven                                      |
| STERBEDATUM      | 1. Oktober 1970                               |